# Inteligência Suprema (Marvel Comics)
A Inteligência Suprema é uma personagem fictícia que aparece nos quadrinhos americanos publicados pela Marvel Comics. A Inteligência Suprema é uma inteligência artificial que governa a raça alienígena fictícia conhecida como Kree.
A Inteligência Suprema fez sua estréia no cinema em Captain Marvel, ambientado no Universo Cinematográfico Marvel, interpretado por Annette Bening.